# 813

## Esdeveniments
- L'església aprova que es pugui oficiar la missa en la llengua local i no en llatí
- Comença a construir-se la catedral de Santiago de Compostel·la
- Batalla de Versinicia entre búlgars i l'Imperí Romà d'Orient, amb una gran derrota dels romans d'Orient.